# Saint-Pardoux, Deux-Sèvres
Saint-Pardoux är en kommun i departementet Deux-Sèvres i regionen Nouvelle-Aquitaine i västra Frankrike. Kommunen ligger i kantonen Mazières-en-Gâtine som tillhör arrondissementet Parthenay. År 2018 hade Saint-Pardoux 1 604 invånare.

## Befolkningsutveckling
Antalet invånare i kommunen Saint-Pardoux
| Referens: INSEE |